# SIRT4
SIRT4 (англ. Sirtuin 4) – білок, який кодується однойменним геном, розташованим у людей на короткому плечі 12-ї хромосоми. Довжина поліпептидного ланцюга білка становить 314 амінокислот, а молекулярна маса — 35 188.
| 10         |  | 20         |  | 30         |  | 40         |  | 50         |
| ---------- |  | ---------- |  | ---------- |  | ---------- |  | ---------- |
| MKMSFALTFR |  | SAKGRWIANP |  | SQPCSKASIG |  | LFVPASPPLD |  | PEKVKELQRF |
| ITLSKRLLVM |  | TGAGISTESG |  | IPDYRSEKVG |  | LYARTDRRPI |  | QHGDFVRSAP |
| IRQRYWARNF |  | VGWPQFSSHQ |  | PNPAHWALST |  | WEKLGKLYWL |  | VTQNVDALHT |
| KAGSRRLTEL |  | HGCMDRVLCL |  | DCGEQTPRGV |  | LQERFQVLNP |  | TWSAEAHGLA |
| PDGDVFLSEE |  | QVRSFQVPTC |  | VQCGGHLKPD |  | VVFFGDTVNP |  | DKVDFVHKRV |
| KEADSLLVVG |  | SSLQVYSGYR |  | FILTAWEKKL |  | PIAILNIGPT |  | RSDDLACLKL |
| NSRCGELLPL |  | IDPC       |  |            |  |            |  |            |

A: Аланін

C: Цистеїн

D: Аспарагінова кислота

E: Глутамінова кислота

F: Фенілаланін

G: Гліцин

H: Гістидин

I: Ізолейцин

K: Лізин

L: Лейцин

M: Метіонін

N: Аспарагін

P: Пролін

Q: Глутамін

R: Аргінін

S: Серин

T: Треонін

V: Валін

W: Триптофан

Кодований геном білок за функціями належить до трансфераз, гідролаз. 
Задіяний у такому біологічному процесі, як пошкодження ДНК. 
Білок має сайт для зв'язування з НАД, іонами металів, іоном цинку. 
Локалізований у мітохондрії.